# 唐邦治
唐邦治（1875年—1953年），又名均，字子均，原籍丹阳全州厚诚村，后寓居镇江。
光绪十五年（1889年）考上秀才，後屢試不中。光绪二十五年（1899年）入江阴南菁书院學習，光绪二十七年毕业，講學於南京学堂，課授经学。宣统三年（1911年）任复旦公学监学。
1914年任職清史館期間，作〈軍機大臣年表〉，首先提出“雍正殺子說”。1928年，赴天津讲学。次年，被聘为《江苏通志》编纂委员。1953年4月去世，葬于京岘山。著有《清皇室四譜》、《历代帝王年表》30卷、《清年表》4卷、《唐藩鎮檢姓韻編》4卷、《帝王庙谥年讳谱》、《王子安秋日登洪府滕王閣宴餞序詳註》1卷等。